# Hammarby sjö

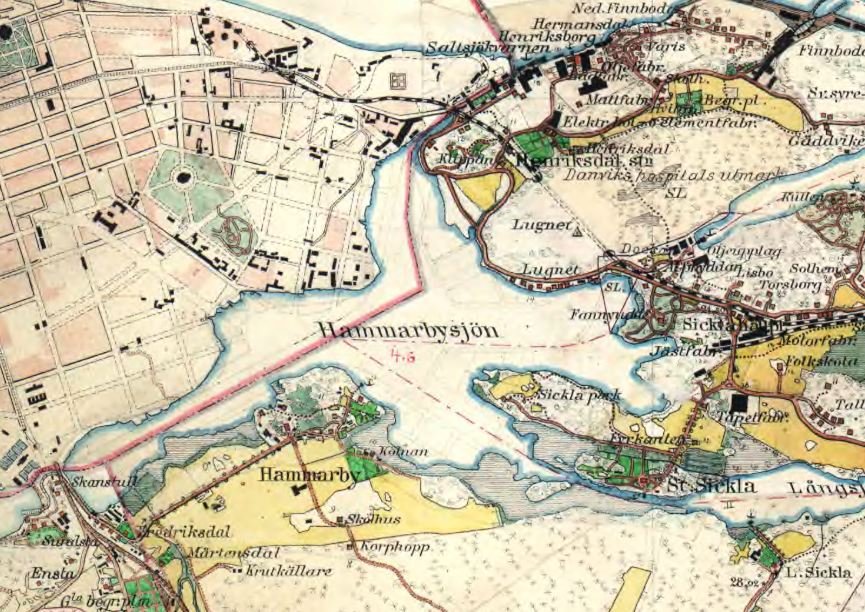
Hammarbysjön på häradskartan 1901.

Hammarby sjö (äldre benämning Hammarbysjön) är en sjö i Stockholm mellan stadsdelarna Södermalm och Södra Hammarbyhamnen, namngiven av egendomen Hammarby gård som låg söder om sjön. 

## Historia

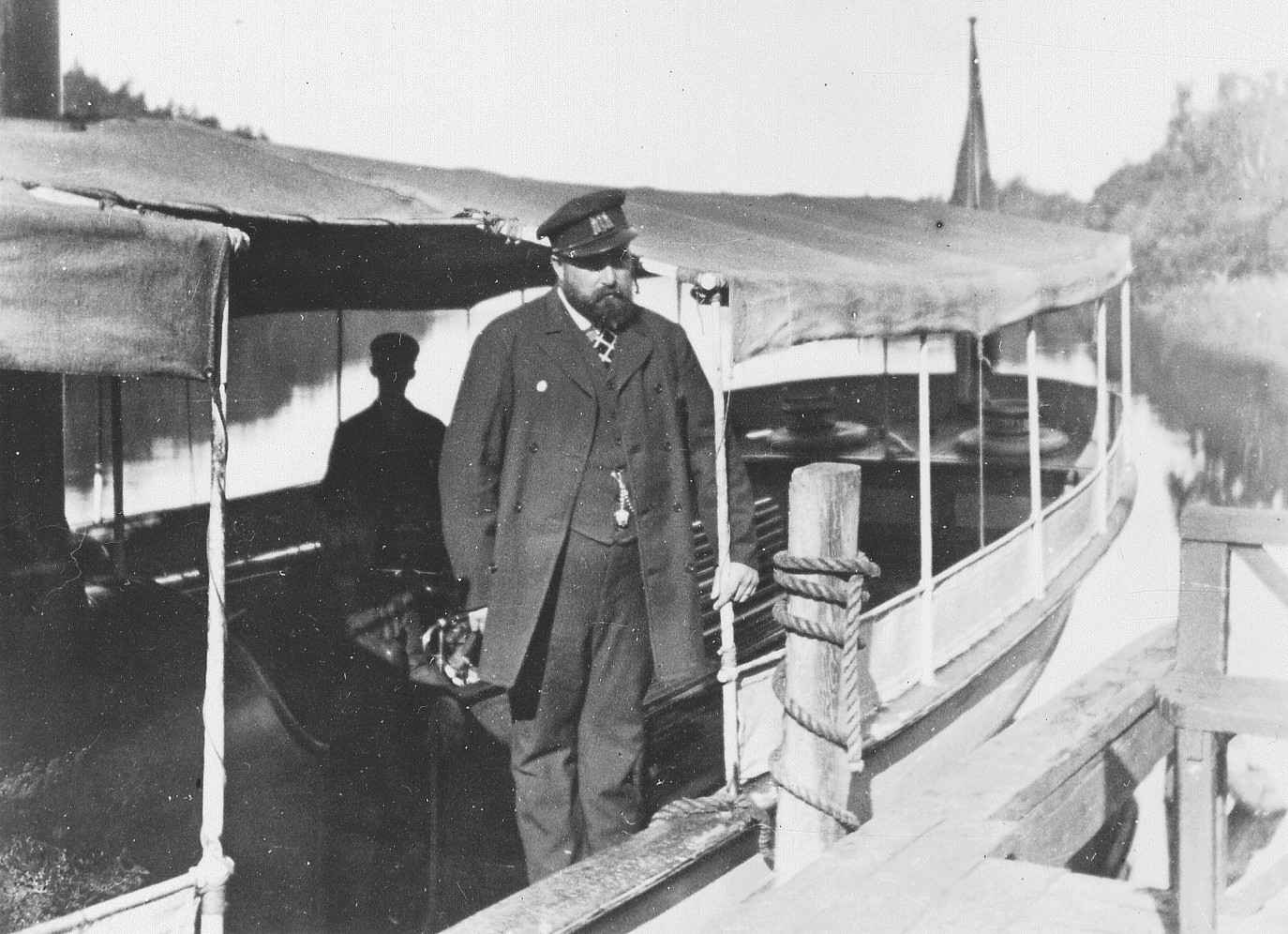
S/S Nackanäs med kapten Pettersson vid Barnängsbryggan 1890-tal.

På 600-talet gjorde landhöjningen att farleden mellan Mälaren och Saltsjön slöts genom att ett näs bildats mellan dagens Södermalm och Södertörn vid Skanstull. Detta kan ses till exempel på Tillaei karta över Stockholm från 1733. Den då inneslutna Mälarviken bildade då Hammarby Sjö, med utlopp genom Sicklasjön och Järlasjön till Duvnäsviken. Gustav Vasa beslutade att göra en fördämning vid Skanstull, och höjde sjöns yta till cirka 3 meter över Mälarens vattenstånd. Vid Danviken uppfördes Danvikens hospital, och där anlades 1543 Danviks kvarn och en smedja som drog nytta av det forsande vattnet.
Sjösystemet från Duvnäsviken över Sicklasjön, Järlasjön och Hammarby sjö till Stockholm utgjorde en viktig transportled vintertid för trafik mellan staden och skärgården, vilket förklarar namnet Vintertullen för den del av Södermalm som vetter mot Hammarby sjö. På somrarna gick här livlig trafik från Vintertullen och Barnängen till Stubbsund i Duvnäs med ett viktigt stopp vid Nackanäs värdshus där utskänkningsreglerna var friare än i staden. Trafiken gick ursprungligen med roddarmadamer eller kullbåtar (rodda av dalkullor) men redan efter 1851 med ångslup.
Den första ångslupen, S/S Sikla, ersattes 1863 av ångslupen S/S Nackanäs. Trafiken gick framgångsrikt i många år till både Nackanäs och sommarnöjen i området, trots att konkurrensen från Saltsjöbanan som öppnade för trafik 1893 så småningom blev kännbar. 1913 förlorade dock värdshuset sina rättigheter och samma år beslutades också om nya regleringar av Hammarby sjö. Trafiken och rederiet lades ner detta år.
Beslut om att bygga farleden Hammarbyleden mellan Mälaren och Saltsjön söder om Södermalm fattades alltså 1913 efter flera utredningar. Arbetet påbörjades 1917 och inbegrep fördämningar vid Skanstull och Danviken, kajbygge runt i stort sett hela sjön och slussbyggen 
både vid Skanstull där Hammarby sluss leder in i Årstaviken och vid Sickla där Sickla sluss leder in i Sicklasjön. Under flera år var hela Hammarby sjö torrlagd till dess att fördämningen i Danviken öppnades under våren 1925. Officiellt invigdes hela Hammarbyleden 1929. Djupet i farleden är nu 6,6 meter, i sjön 2,5 meter.
Tidigare kantades sjöns stränder av industriområden med upplagsplatser. På båda sidor av sjön ligger stadsbyggnadsprojektområdet Hammarby sjöstad. Byggandet av stadsdelen påbörjades i början av 1990-talet och fortgår ännu 2020 i områdena närmast Hammarby Fabriksväg. Från Barnängskajen går Hammarbyfärjan över till Lumabryggan och Henriksdalshamnen.

Historiska bilder
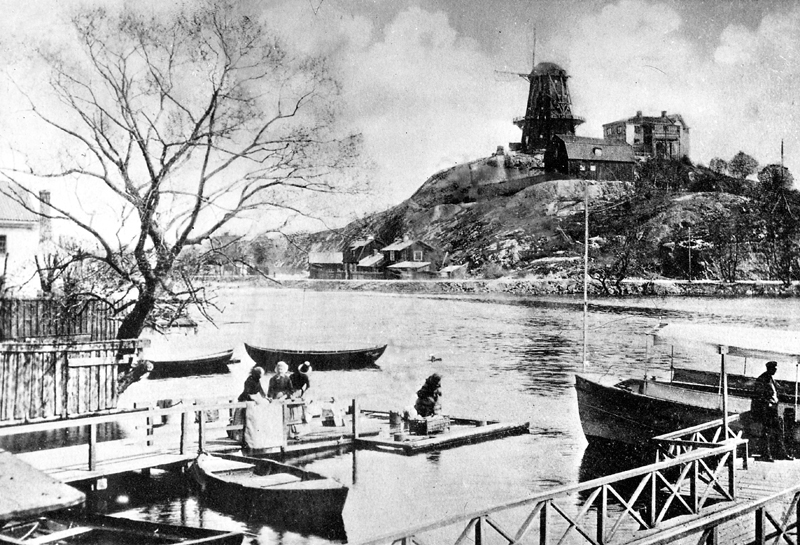
Tvätt i Hammarby sjön nedanför Bondegatan 1890.
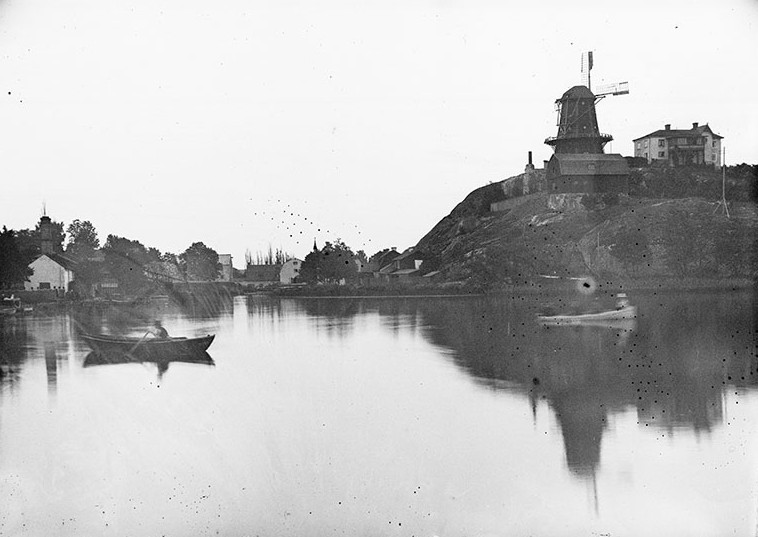
Hammarby sjö med kvarnen Klippan på Henriksdalsberget kring 1895.
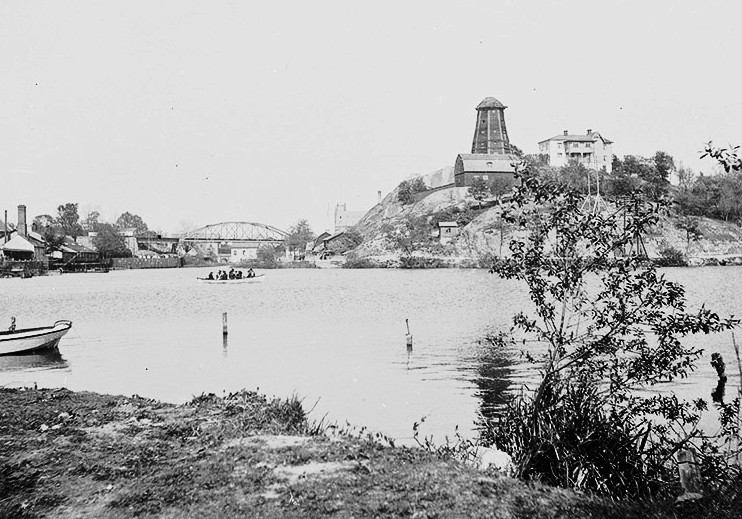
Hammarby sjö med Danviksklippan och kvarnen Klippan 1903.
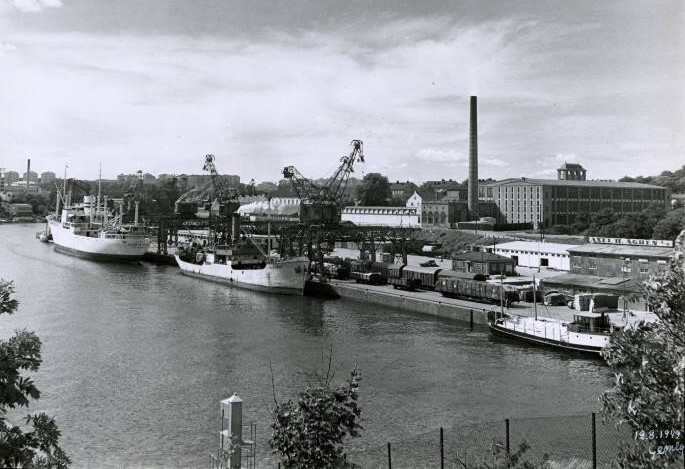
Hammarby sjö, vy mot väst och Norra Hammarbyhamnen 1949.
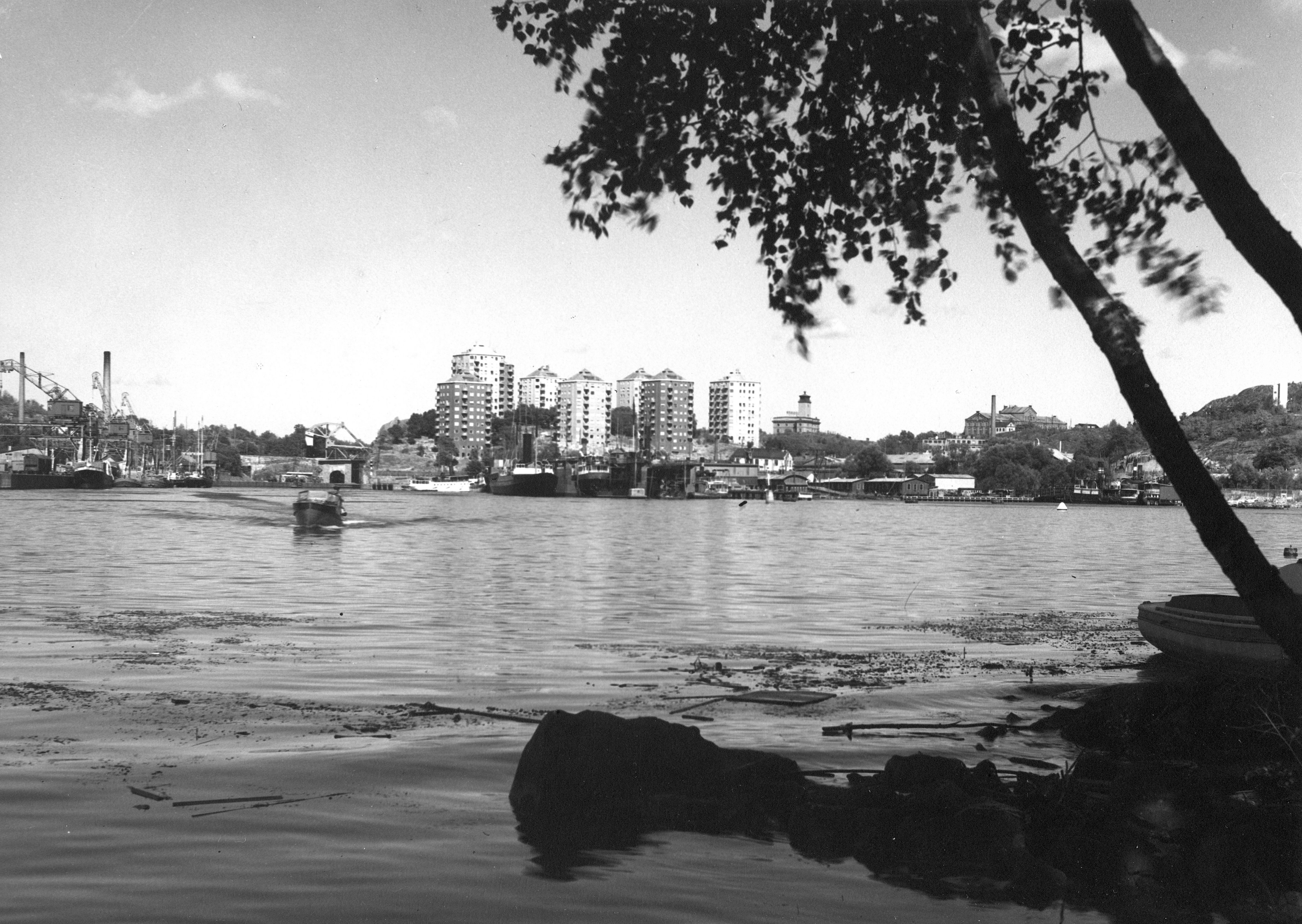
Hammarby sjö med nybyggda husen på Danviksklippan i fonden., 1940–50-tal.

Nutida bilder
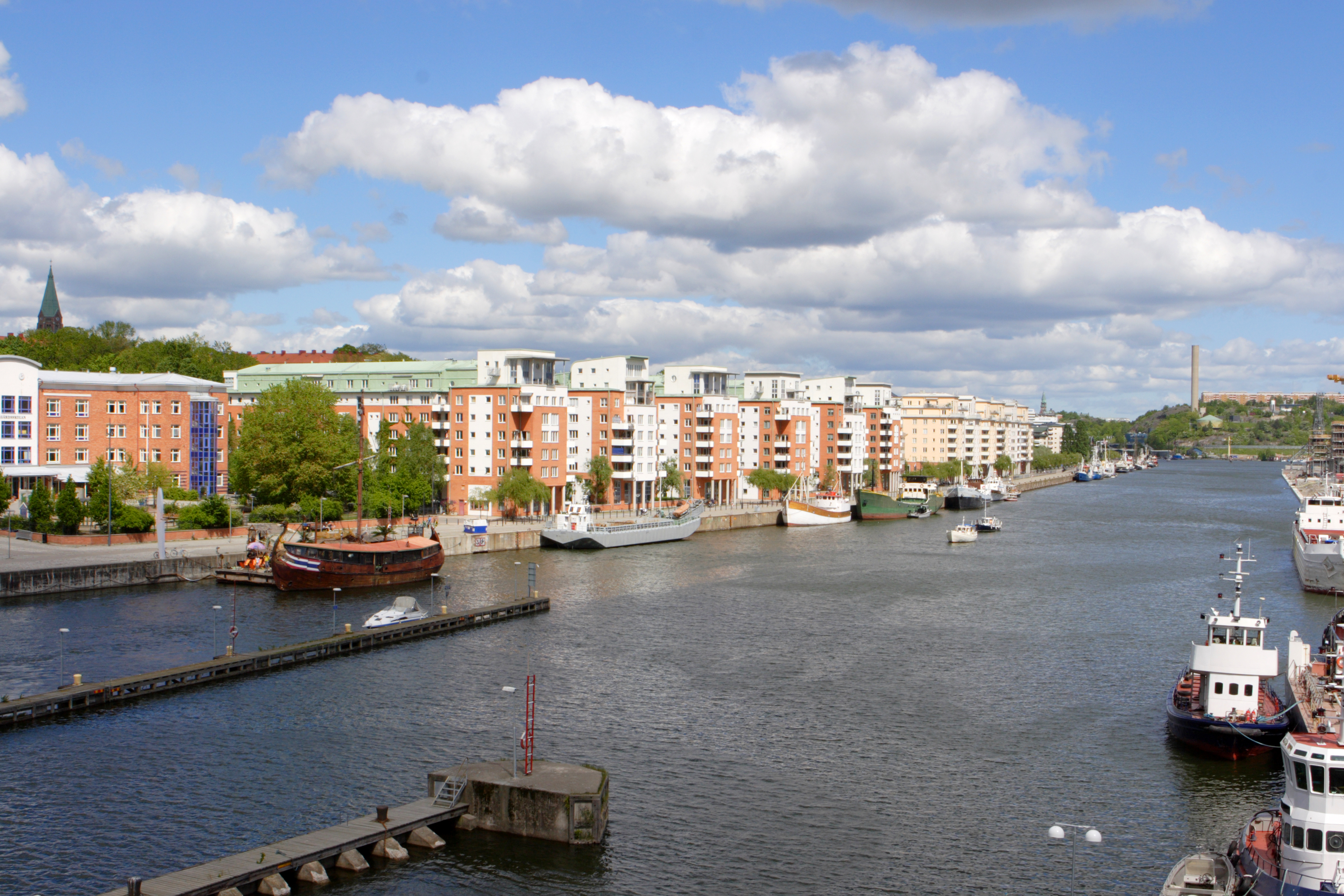
Hammarby sjö sett mot ost från Skansbron.
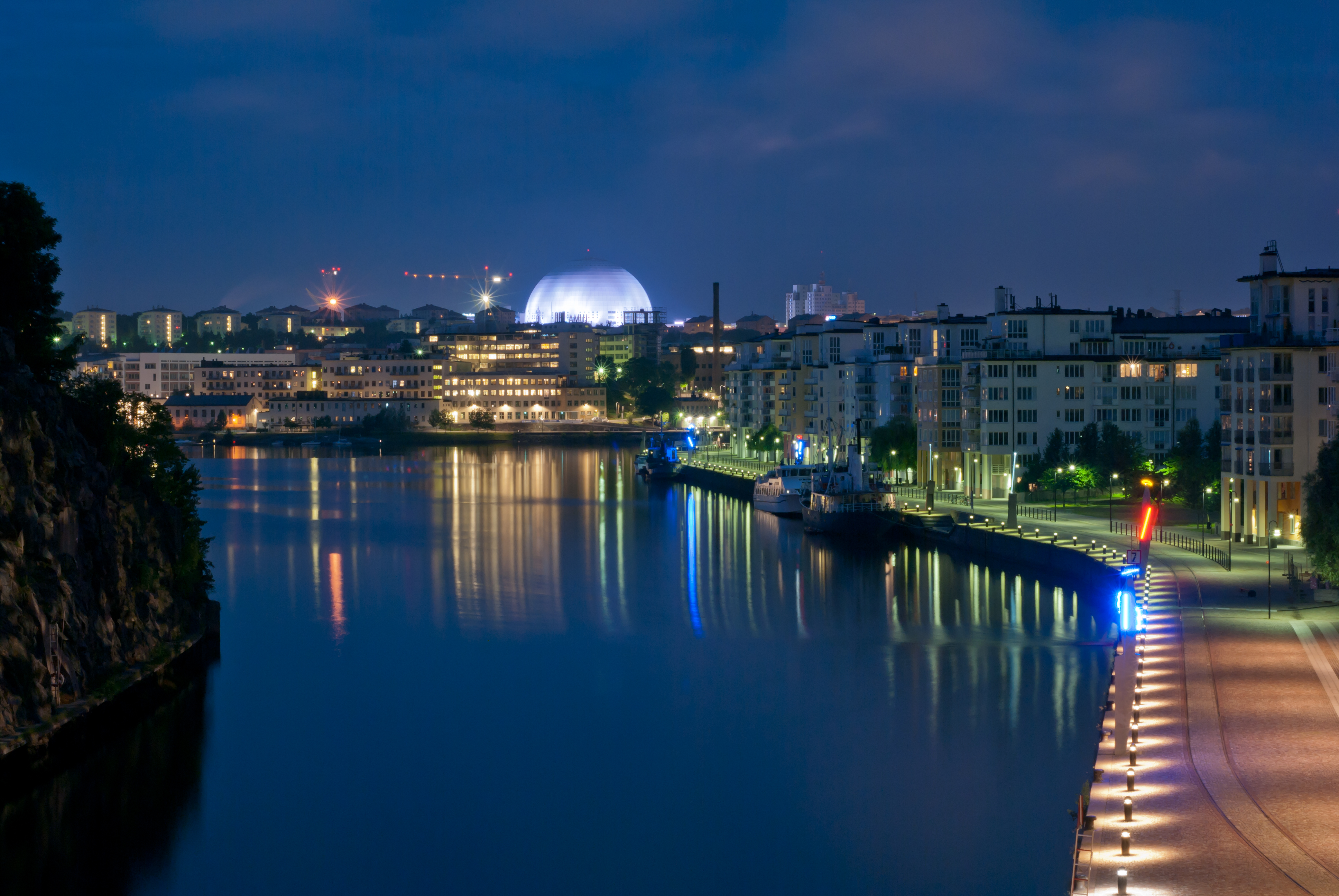
Hammarby sjö sett mot väst från Danviksbron.
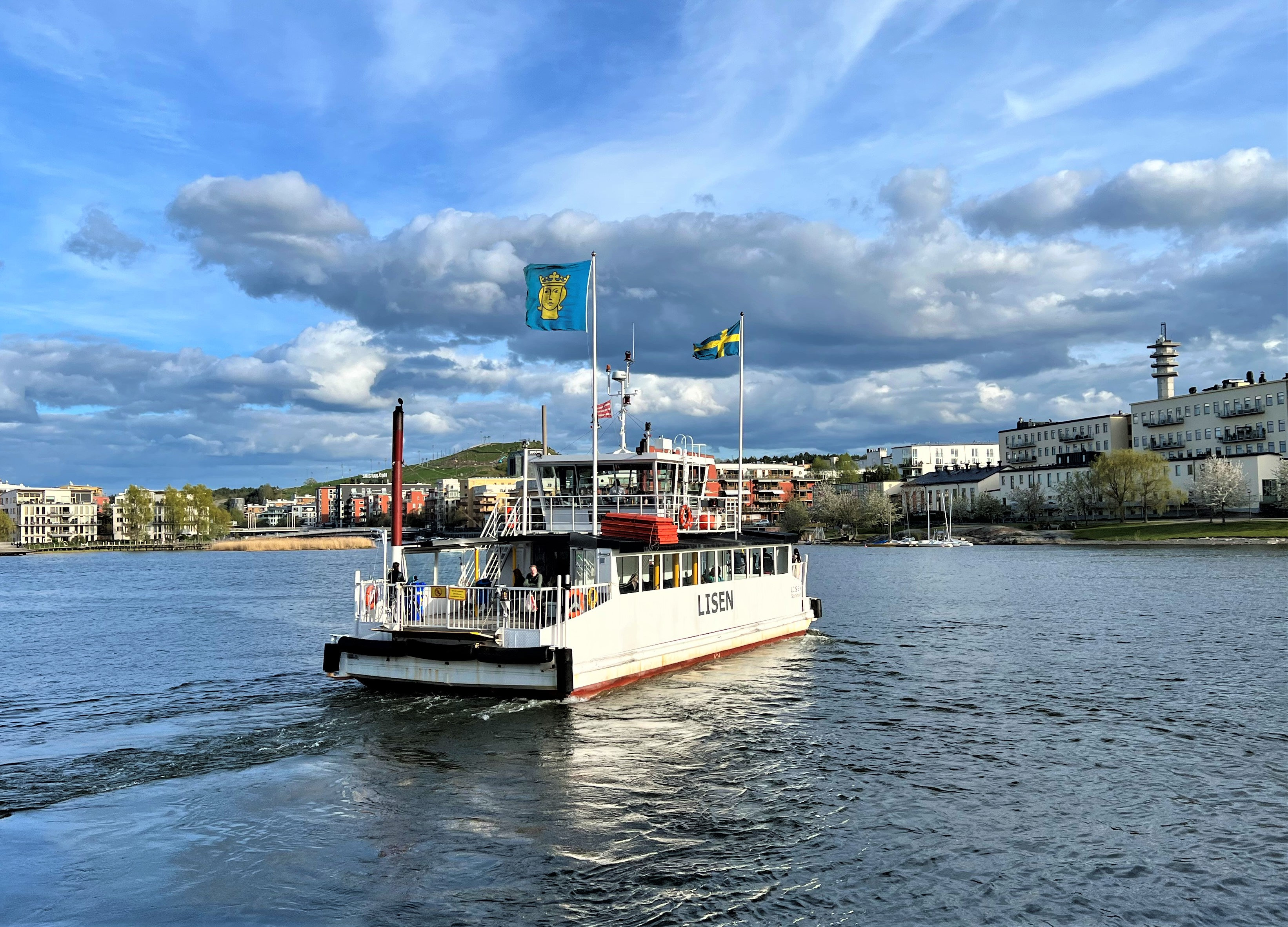
Färjan M/S Lisen går över Hammarby sjö mellan Norra och Södra Hammarbyhamnen.
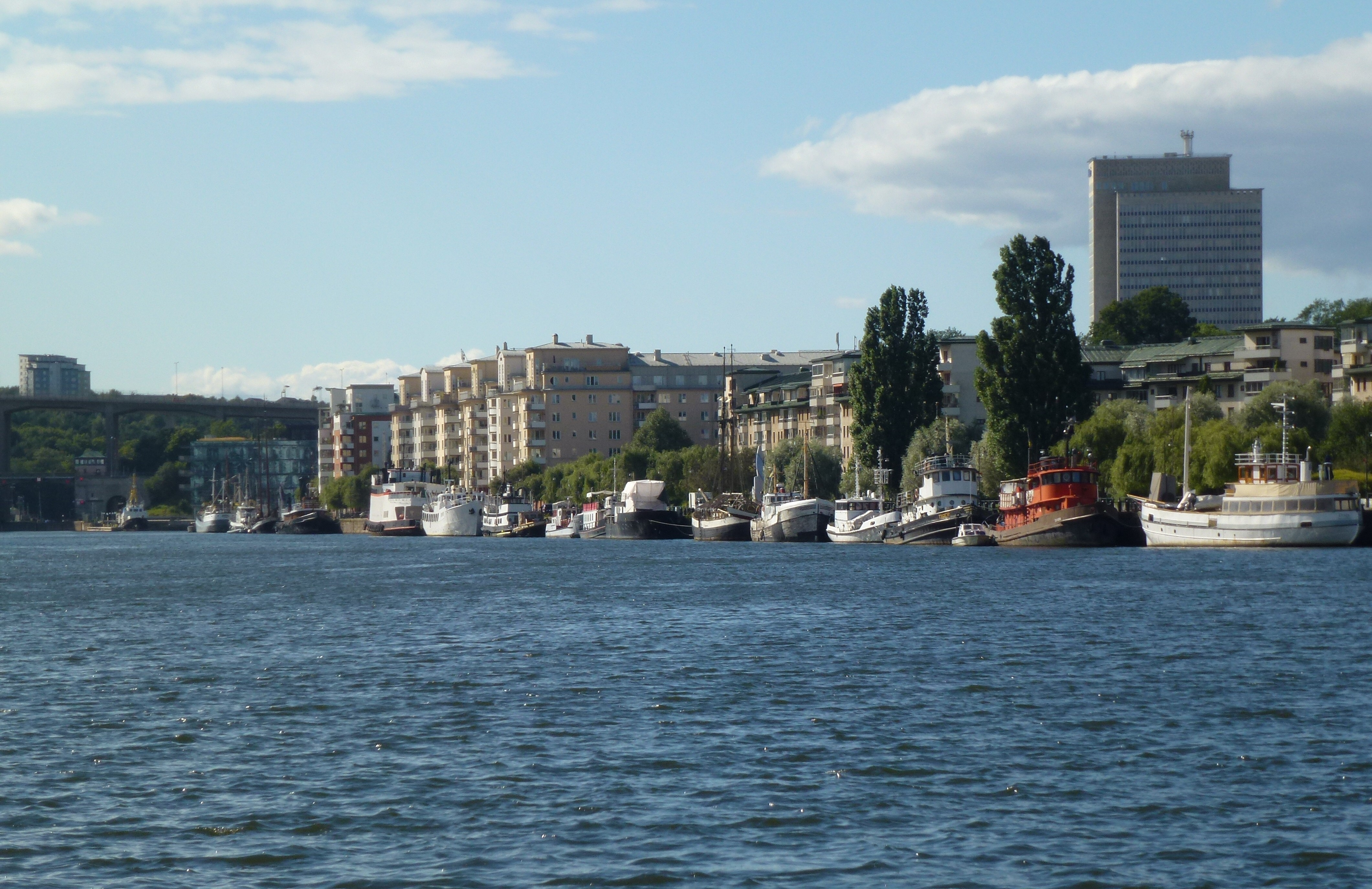
Hammarby sjö, vy mot väst och Norra Hammarbyhamnen.